# Suchoi S-21
Die Suchoi S-21 (russisch Сухой С-21) war ein Projekt zur Entwicklung eines Überschall-Businessjets.

## Geschichte
Das Projekt eines zehn- bis zwölfsitzigen Überschallgeschäftsreiseflugzeugs (Supersonic Business Jet, SSBJ) lässt sich zurückführen auf getrennte Entwurfsstudien, die von Suchoi 1987 und von Gulfstream 1988 durchgeführt wurden. Nach einem Meeting beider Unternehmen am 13. Juni 1989 wurde der Plan eines Joint Ventures geboren, der nach weiteren Treffen schließlich zum Entwurf eines zweistrahligen schwanzlosen Flugzeugs führte. Nach ersten Umkonstruktionen wurde 1990 auf der Luftfahrtschau in Farnborough eine konventionell ausgelegte dreistrahlige Studie vorgestellt, danach kehrte man allerdings wieder zum zweistrahligen, allerdings vergrößerten Entwurf zurück und verwendete von da an die Bezeichnung „S-21G“ anstelle „SSBJ“.
Man entschied sich bei Suchoi für die Entwicklung eines Überschall-Businessjets, da dieses Marktsegment bisher nicht bedient wurde und man glaubte, Erfahrungen aus dem militärischen Flugzeugbau dort am besten einbringen zu können. Die Kooperation mit Gulfstream ging man ein, um Entwicklungsrisiken reduzieren und auf die Erfahrungen von Gulfstream im Businessjetbereich zurückgreifen zu können. Die Triebwerksentwicklung sollte in Zusammenarbeit von Rolls-Royce und Ljulka stattfinden, wobei aus Umweltschutzgründen kein Nachbrenner verwendet werden sollte. Um das Projekt nicht zu verzögern war sogar geplant im anfänglichen Testbetrieb die Ljulka AL-31-Triebwerke der Suchoi Su-27 einzusetzen.
Die Aufteilung der gesamten Entwicklung war so vorgesehen, dass Suchoi die Entwicklung, Herstellung der Flugzeugzelle und die Zertifizierung in der damaligen Sowjetunion übernimmt, während Gulfstream für Steuerungssystem, Avionik, Kabinenausrüstung und die Zertifizierung im Westen zuständig sein sollte. Suchoi führte bereits Windkanal-Untersuchungen durch, so dass die Planungen dahin gingen, etwa 1995 den ersten Prototyp zu starten. Die Hauptabnehmer des Jets sollten Regierungsstellen und Unternehmen sein, die bereits hochpreisige Geschäftsreiseflugzeuge betreiben. Nach dem Gulfsteam-Chairman Alan Paulson sollte jedes Unternehmen, das damals eine Gulfstream IV betreiben konnte, auch in der Lage sein sich ein SSBJ zu leisten. Als Kaufpreis wurden 1991 auf der Luftfahrtschau in Paris 40 bis 50 Mio. US-$ bekannt gegeben.
Ende der 1990er Jahre verließ Gulfstream die Kooperation wieder, da man vermutlich die Erfolgsaussichten des Projektes als zu gering einschätzte. Es ist unklar, ob Suchoi das Programm noch alleine weiter verfolgte.

## Konstruktion
Technisch gesehen war die S-21 ein relativ ehrgeiziges Projekt: Man strebte als Höchstgeschwindigkeit Mach 2+ an, wozu zwei oder drei Triebwerke eingesetzt werden sollten. Da alle nachfolgenden Projekte für Überschall-Businessjets eine geringere Höchstgeschwindigkeit vorsehen, ist davon auszugehen, dass die Geschwindigkeiten entweder nicht rentabel waren oder gar mit technischen Schwierigkeiten verbunden waren. Dafür würde sprechen, dass auch 20 Jahre nach Beginn der Entwicklung der S-21 immer noch kein solches Muster gebaut wurde bzw. auf den Markt gebracht worden ist.

## Technische Daten
| Kenngröße             | Daten                                                                |
| --------------------- | -------------------------------------------------------------------- |
| Besatzung             | 2                                                                    |
| Passagiere            | 6–12                                                                 |
| Länge                 | 37,86 m                                                              |
| Spannweite            | 19,93 m                                                              |
| Höhe                  | 8,26 m                                                               |
| Leermasse             | 24.570 kg                                                            |
| max. Startmasse       | 51.800 kg                                                            |
| Treibstoffkapazität   | 26.519 kg                                                            |
| Höchstgeschwindigkeit | Mach 2+                                                              |
| Reichweite            | 4.369 km bei Mach 1,4 7.403 km bei Mach 0,95                         |
| Dienstgipfelhöhe      | 19.477 m                                                             |
| Triebwerk             | drei Awiadwigatel D-21A1-Mantelstromtriebwerke mit je 73,55 kN Schub |